# اهل اجبيل (لعيايشة)
اهل اجبيل هو دُوَّار يقع بجماعة الكرعاني، إقليم آسفي، جهة مراكش آسفي في المملكة المغربية. ينتمي الدوّار لمشيخة لعيايشة التي تضم 16 دوار. يقدر عدد سكانه بـ 231 نسمة حسب الإحصاء الرسمي للسكان والسكنى لسنة 2004.

## روابط خارجية
- البوابة الوطنية للجماعات الترابية
- المندوبية السامية للتخطيط